# أنطونيو أكوستا ريفيرا
أنطونيو ريفيرا أكوستا (بالإسبانية: Antonio Acosta)‏ (مواليد 22 نوفمبر 1971 في مدريد) هو لاعب كرة قدم إسباني متقاعد، لعب في مركز خط الوسط، وهو مدرب كرة قدم حالياً.

## وصلات خارجية
- أنطونيو أكوستا ريفيرا على موقع الاتحاد الدولي (مؤرشف)  (الإنجليزية)
- أنطونيو أكوستا ريفيرا على موقع قاعدة بيانات كرة القدم.إي يو (الإنجليزية)
- أنطونيو أكوستا ريفيرا على موقع عالم كرة القدم.نت (الإنجليزية)
- BDFutbol player profile
- BDFutbol coach profile
- Futbolme profile (بالإسبانية)
- Stats and bio at Cadistas1910 (بالإسبانية)
- Royal Antwerp profile[وصلة مكسورة] (بالهولندية)